# Laura Smulders
Laura Smulders (nascida em 9 de dezembro de 1993) é uma ciclista holandesa que representa os Países Baixos no BMX. Competiu nos Jogos Olímpicos de Londres 2012 na prova de BMX feminino, conquistando a medalha de bronze.